# 阿加菲伊夫卡
47°47′7″N 30°22′18″E / 47.78528°N 30.37167°E
阿哈菲伊夫卡（烏克蘭語：Агафіївка）是位於烏克蘭西南部的村莊，由敖德萨州波季利斯克区的柳巴希夫卡市鎮負責管轄。該村始建於1820年，面積1.86平方公里，海拔高度92米，2001年人口437，人口密度每平方公里235.2人。